# Приміська сільська рада (Бузулуцький район)
Приміська́ сільська рада (рос. Пригородный сельский совет) — сільське поселення у складі Бузулуцького району Оренбурзької області Росії.
Адміністративний центр та єдиний населений пункт — селище Іскра.

## Населення
Населення — 963 особи (2019; 869 в 2010, 825 у 2002).